# Plumatella vaihiriae
Plumatella vaihiriae is een mosdiertjessoort uit de familie van de Plumatellidae. De wetenschappelijke naam van de soort is, als Hyalinella vaihiriae, voor het eerst geldig gepubliceerd in 1929 door Hastings.